# V liga polska w piłce siatkowej kobiet
V liga polska w piłce siatkowej kobiet (zwana również III ligą wojewódzką w piłce siatkowej kobiet) jest szóstą w hierarchii, ostatnią ligą - po PLS (TAURON Lidze), I lidze, II lidze, III lidze i IV lidze - klasą żeńskich ligowych rozgrywek siatkarskich w Polsce. Rywalizacja w niej toczy się - co sezon, systemem ligowym - o awans do IV ligi, a za jej prowadzenie odpowiadają Wojewódzkie Związki Piłki Siatkowej. Rozgrywki tego poziomu ligowego prowadzone są aktualnie tylko na szczeblu żeńskim oraz jedynie w województwie śląskim. Jest to najniższy poziom ligowy istniejący w Polsce.